# Макагонова, Роза Ивановна
 Ро́за Ива́новна Макаго́нова  (28 октября 1927, Самара, РСФСР, СССР — 18 апреля 1995, Москва, Россия) — советская киноактриса, заслуженная артистка РСФСР (1976).

## Биография
Родилась 28 октября 1927 года в Самаре. В 1951 году окончила ВГИК (мастерская Сергея Юткевича и Михаила Ромма) и до 1990 года работала в Театре-студии киноактёра.
Участвовала в дубляже на русский язык более пятидесяти иностранных и советских кинофильмов, а также в озвучивании мультфильмов.
Умерла в Москве 18 апреля 1995 года, на 68-м году жизни от инфаркта. Похоронена в Москве на Хованском кладбище (северная территория, 209 участок).

## Семья
- Была замужем за кинорежиссёром, актёром и сценаристом Владимиром Басовым (1923—1987). Детей в браке не было[4].

## Признание и награды
- Заслуженная артистка РСФСР (1976).

## Фильмография
1. 1947 — Сельская учительница — Машенька
2. 1950 — Далеко от Москвы — Женя
3. 1953 — Алёша Птицын вырабатывает характер — Ольга Васильевна, студентка-практикантка (в титрах — Роза Макогонова)
4. 1953 — Судьба Марины — Настуська
5. 1954 — Аттестат зрелости — «Золушка»
6. 1954 — Опасные тропы — Люда
7. 1954 — Школа мужества — Вера
8. 1955 — Крушение эмирата — Настенька
9. 1955 — Сын — Шурочка
10. 1956 — Обыкновенный человек — Аннушка Свеколкина
11. 1957 — Необыкновенное лето — Аночка Парабукина
12. 1957 — Они встретились в пути — Наталья Кудрявцева
13. 1958 — Солдатское сердце — Тоня Грачева
14. 1958 — Флаги на башнях — Ванда
15. 1959 — Верные сердца — Оля Веселова
16. 1960 — Впереди — крутой поворот — Татьяна
17. 1960 — Рождённые жить — Аня
18. 1962 — Шестнадцатая весна — Наташа Минаева
19. 1963 — Короткие истории — жена
20. 1973 — Дача — Лена
21. 1979 — Взрослый сын — Мария Павловна Шульгина
22. 1979 — Приключения Электроника — учитель пения
23. 1983 — Миргород и его обитатели — Пульхерия Ивановна
24. 1985 — Салон красоты — клиентка Марии
25. 1986 — Выкуп — дама в коляске
26. 1988 — Предлагаю руку и сердце — Галина Петровна
27. 1992 — Плащаница Александра Невского — соседка Воробьёва
28. 1993 — Ваши пальцы пахнут ладаном — бабушка

### Мультипликация
1. 1953 — Сестрица Алёнушка и братец Иванушка — Алёнушка
2. 1955 — Упрямое тесто — Мальчик Коля; Мышонок
3. 1965 — Наргис — Наргис
4. 1965 — Чьи в лесу шишки? — Ёж
5. 1968 — Русалочка — 1-я сестра русалочки («Что же видела ты?»)
6. 1971 — Как ослик счастье искал — Девочка Маша
7. 1971 — Мячик и мальчик — Кошка; Мальчик
8. 1980 — Волшебная серна — Будур

## Дубляж
1. 1962 — Парижские тайны — Мари Годен (роль Джилл Хоуорт)[5]